# Lupinus sericatus
Lupinus sericatus är en ärtväxtart som beskrevs av Albert Kellogg. Lupinus sericatus ingår i släktet lupiner, och familjen ärtväxter. Inga underarter finns listade i Catalogue of Life.

## Bildgalleri

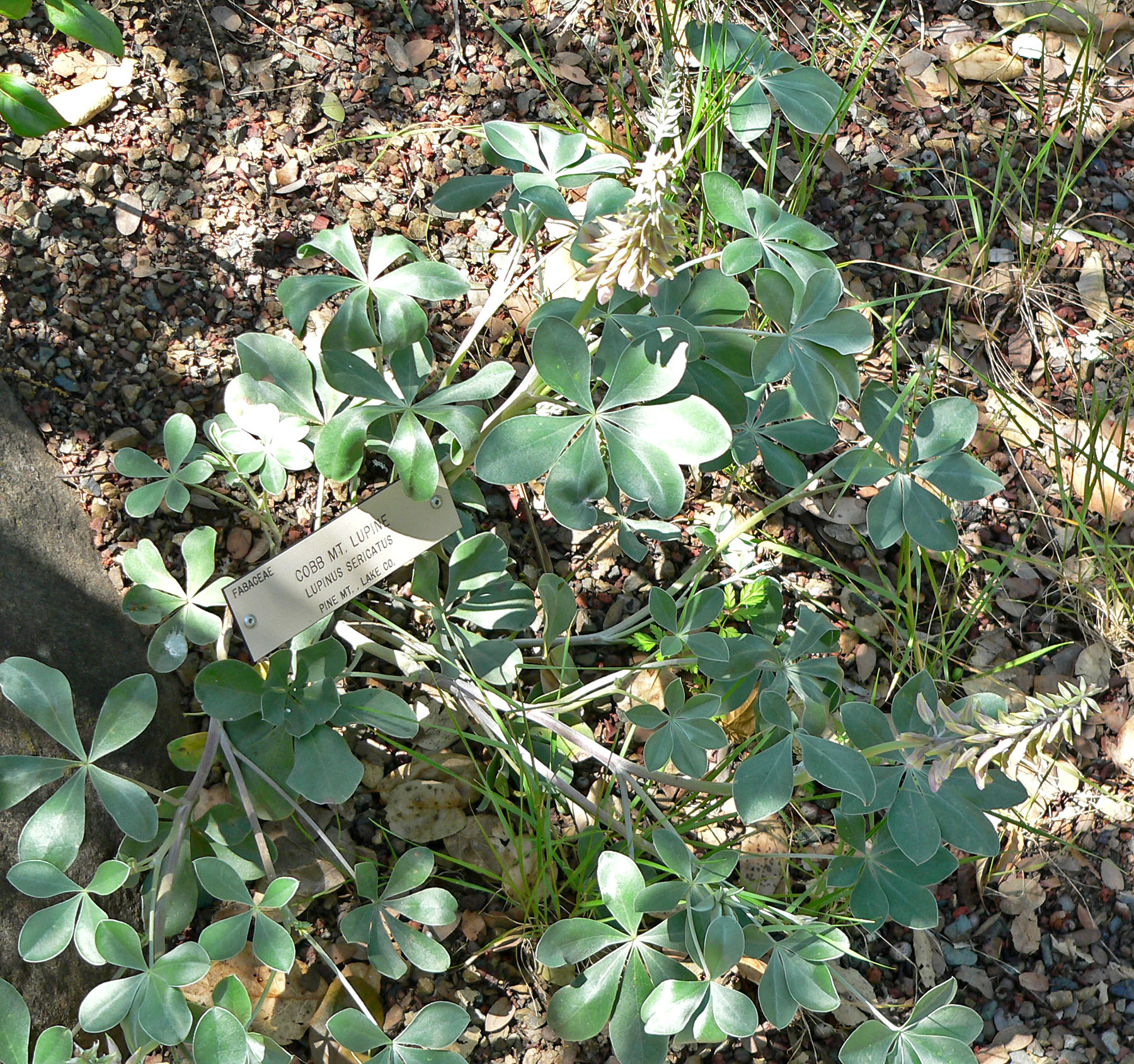
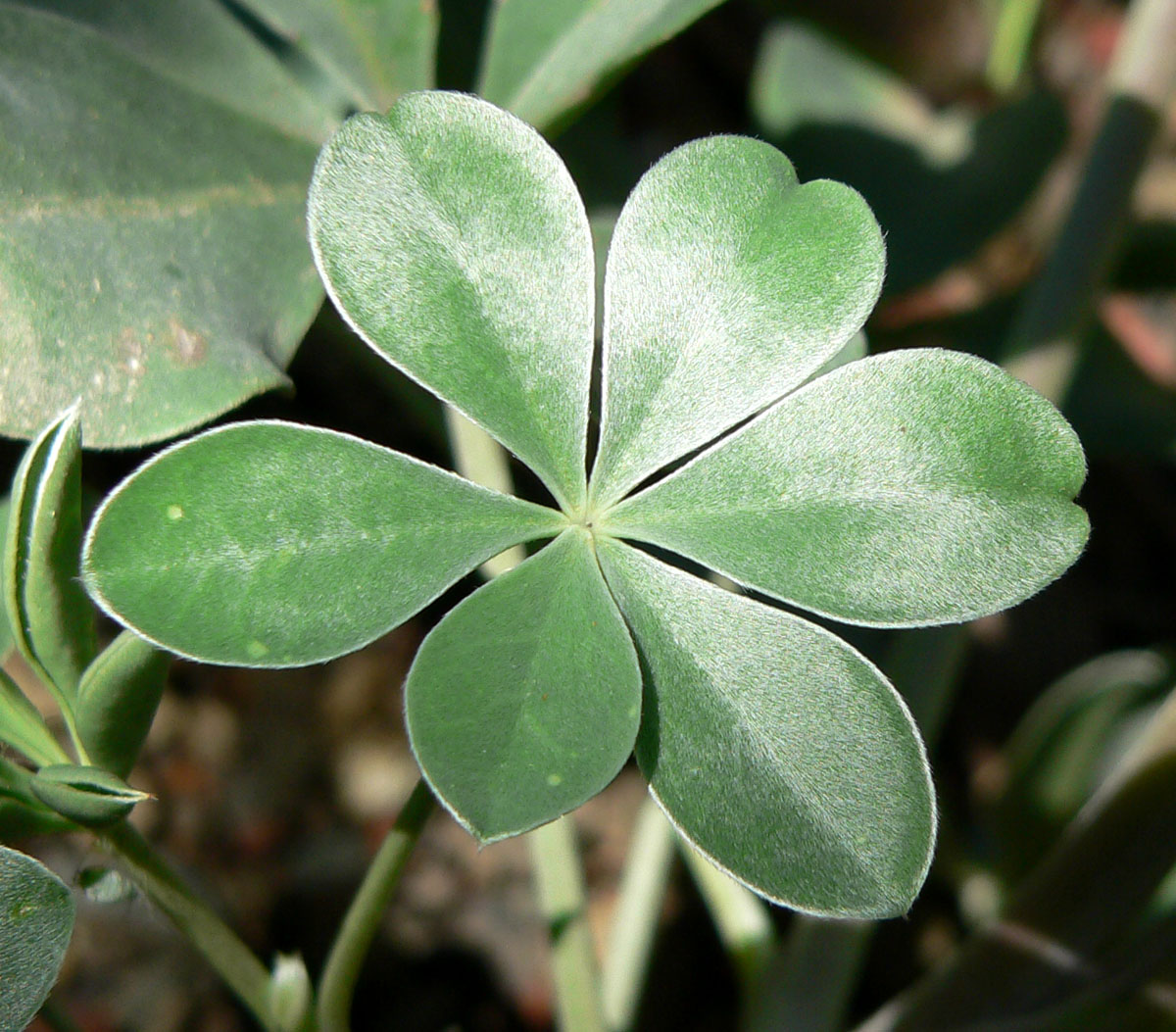
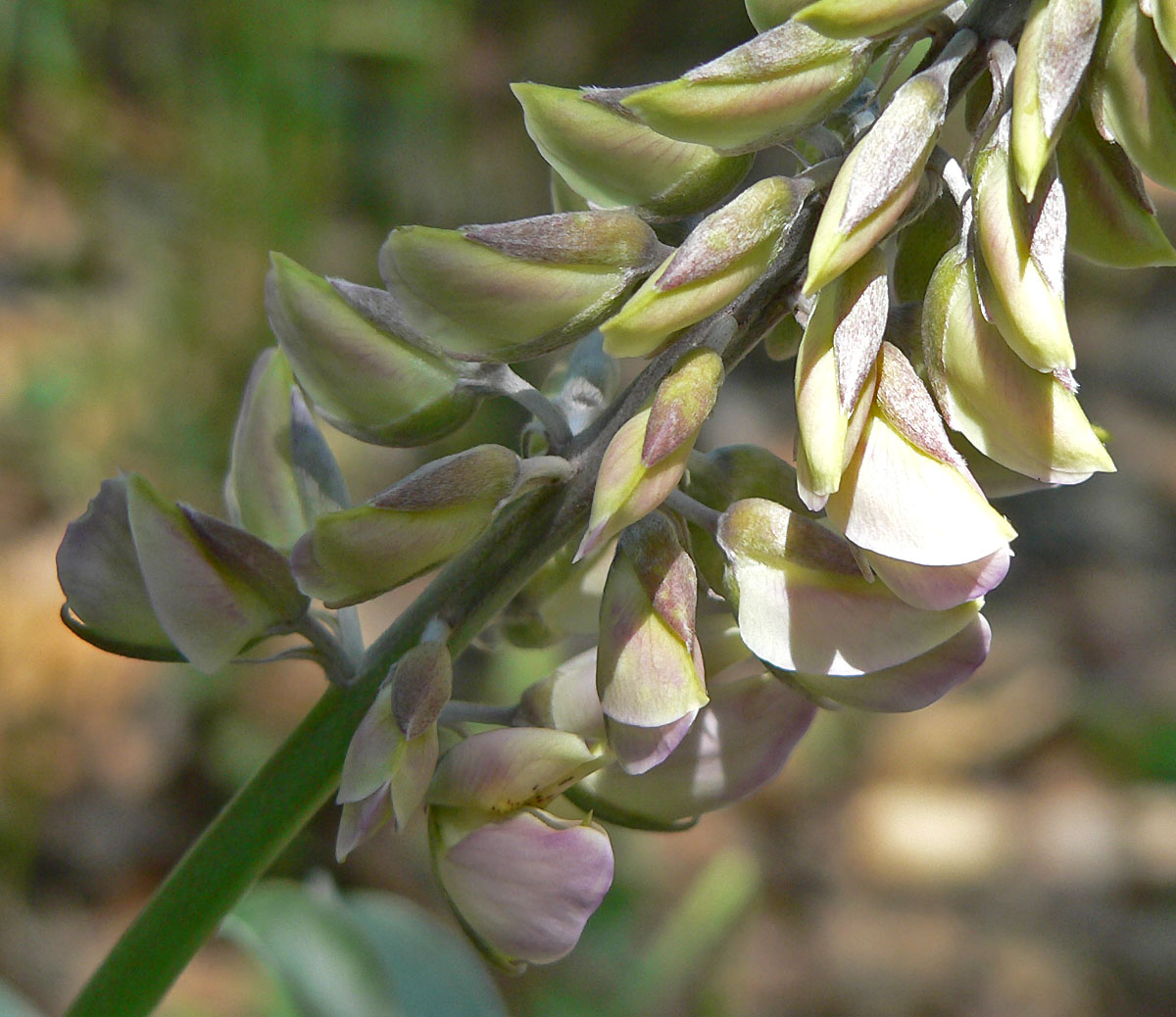
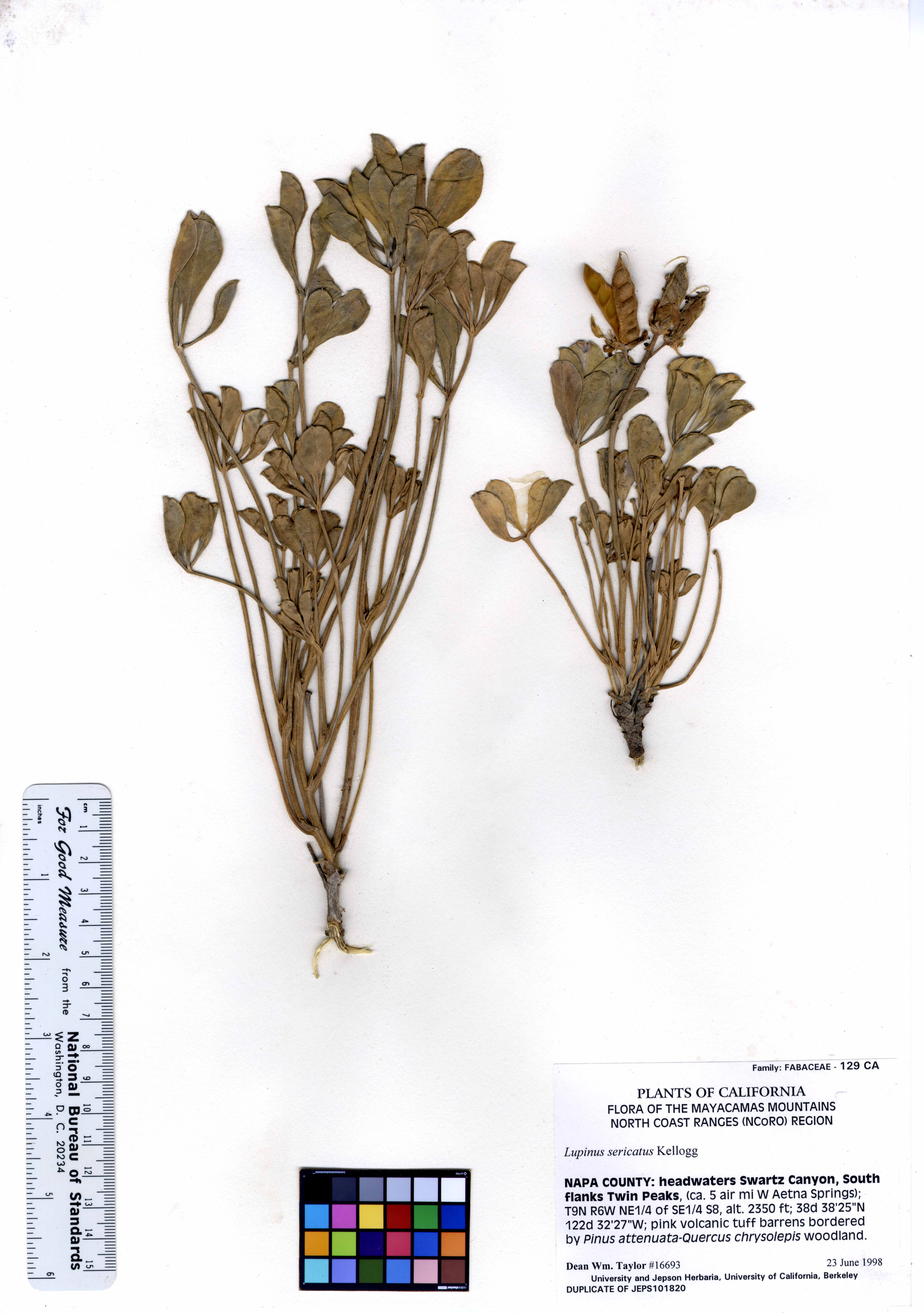